# Classroom Crisis
Classroom Crisis (クラスルーム☆クライシス, Kurasurūmu kuraishisu) est une série télévisée d'animation japonaise réalisée par Kenji Nagasaki, scénarisée par Fumiaki Maruto et produite au sein du studio Lay-duce. Elle est diffusée initialement entre juillet et septembre 2015 sur MBS au Japon et en simulcast dans les pays francophones sur Wakanim.

## Synopsis
Basé dans un futur où le voyage interplanétaire est devenue possible, une entreprise travaillant dans l'aérospatiale nommée Kirishina Corp a ouvert une académie sur Mars. Une classe spéciale a été créée; nommée A-TEC, elle contient des étudiants très talentueux qui partagent leur temps de travail entre la classe et le développement de moteurs de fusées.
L'histoire suit les membres de la classe A-TEC et leur progression dans le développement d'un nouveau moteur, le X-2 tandis qu'ils tentent de résoudre la confrontation entre les problèmes apportés par le statut de lycéen et ceux apportés par le statut d'employés pour une entreprise de moteurs de fusées. 

## Personnages
Kaito Sera (瀬良 カイト, Sera Kaito)
Voix japonaise : Shōtaro Morikubo
Mizuki Sera (瀬良 ミズキ, Sera Mizuki)
Voix japonaise : Ari Ozawa
Iris Shirasaki (白崎 イリス, Shirasaki Iris)
Voix japonaise : Sora Amamiya
Tsubasa Hanaoka (花岡 ツバサ, Hanaoka Tsubasa)
Voix japonaise : Aya Suzaki
Aki Kaminagaya (上永谷 アキ, Kaminagaya Aki)
Voix japonaise : Shiina Natsukawa
Makoto Ryōke (領家 マコト, Ryōke Makoto)
Voix japonaise : Minami Tsuda
Kojirō Kitahara (北原 コジロー, Kitahara Kojirō)
Voix japonaise : Toshiyuki Toyonaga
Subaru Yamaki (八槙 スバル, Yamaki Subaru)
Voix japonaise : Yoshino Nanjō (en)
Sakugo Maioka (舞岡 サクゴ, Maioka Sakugo)
Voix japonaise : Takayuki Kondō

## Anime
La production de Classroom Crisis est annoncée en mars 2015. L'anime est produit au sein du studio Lay-duce avec une réalisation de Kenji Nagasaki et un scénario de Fumiaki Maruto. La série est diffusée initialement à partir du 3 juillet 2015 sur MBS au Japon et en simulcast sur Wakanim dans les pays francophones.

### Liste des épisodes
| No | Titre français                           | Titre japonais           | Titre japonais                     | Date de 1re diffusion |
| No | Titre français                           | Kanji                    | Rōmaji                             | Date de 1re diffusion |
| -- | ---------------------------------------- | ------------------------ | ---------------------------------- | --------------------- |
| 1  | Le nouveau en retard                     | 遅れてきた転校生         | Okurete kita tenkōsei              | 3 juillet 2015        |
| 2  | la classe de restructuration             | リストラの教室           | Risutora no kyōshitsu              | 10 juillet 2015       |
| 3  | La fille venue de la compta              | 経理部から来た女         | Keiri-bu kara kita onna            | 17 juillet 2015       |
| 4  | Choc ! Bataille de syndicats             | 激突！ユニオンバトル     | Gekitotsu! Yunion Batoru           | 24 juillet 2015       |
| 5  | Effacer la honte du voyage               | 旅の恥は上書き           | Tabi no haji wa uwagaki            | 31 juillet 2015       |
| 6  | Une famille peu honorable                | 忸怩たる一族             | Jikuji taru ichizoku               | 7 août 2015           |
| 7  | Le jour le plus long pour Hattori Hanako | 服部花子のいちばん長い日 | Hattori Hanako no ichiban nagai hi | 14 août 2015          |
| 8  | Argent, élections et festival scolaire   | 金と選挙と学園祭         | Kane to senkyo to gakuen-sai       | 21 août 2015          |
| 9  | Victoire sans joie                       | 歓喜なき勝利             | Kanki naki shōri                   | 28 août 2015          |
| 10 | Cadre dirigeant, Kiryu Nagisa            | 常務霧羽ナギサ           | Jōmu Kiryu Nagisa                  | 4 septembre 2015      |
| 11 | À chacun sa vengeance                    | それぞれの逆襲           | Sorezore no gyakushū               | 11 septembre 2015     |
| 12 | Espoir, ambition et désespoir            | 希望と野望と絶望と       | Kibō to yabō to zetsubō to         | 18 septembre 2015     |
| 13 | La plus grande présentation jamais vue   | 史上最大のプレゼン       | Shijō saidai no purezen            | 25 septembre 2015     |

## Autres médias
Une adaptation en manga dessinée par Masaharu Takano est prépubliée à partir du 27 juin 2015 dans le magazine Monthly Comic Alive de l'éditeur Media Factory.
Deux romans, l'un écrit par Hajime Taguchi et l'autre par Hajime Asano, sont également publiés le 24 juillet 2015.